# Метод BJH
Метод BJH — метод расчёта распределения пор по размерам в пористом материале по изотермам адсорбции или десорбции.

## Описание
Метод Barrett-Joyner-Halenda (BJH), предложенный в 1951 году, изначально был разработан для относительно широкопористых адсорбентов, обладающих широким распределением пор по размерам. Однако было многократно показано, что он может быть успешно применим практически ко всем типам пористых материалов. В основу модели положено допущение о цилиндрической форме пор и то, что радиус поры равен сумме радиуса Кельвина и толщины адсорбированной на стенке поры пленки. В качестве исходных данных для расчётов по методу BJH используют, как правило, десорбционную ветвь изотермы (хотя использование адсорбционной ветви также возможно) в интервале давлений (0,4-0,967)р/р0, где р — парциальное давление адсорбируемого вещества, а р0 — давление насыщенных паров адсорбируемого газа.
При таком расчёте поры с диаметром более 60 нм не учитываются.